# Aleksander Balos
Aleksander Balos (ur. w 1970 w Gliwicach) – amerykański malarz polskiego pochodzenia.

## Życiorys
Aleksander Balos urodził się w Gliwicach. Jego rodzice, artyści Jan i Janina, zachęcali go do studiowania sztuki, gdy był jeszcze w szkole podstawowej. Pierwszych lekcji malarstwa udzielił mu ojciec. Matka zmarła w 1982 r. W 1989 r. Balos wyjechał do Stanów Zjednoczonych, aby uczyć się w szkole średniej Świętego Józefa w Kenosha, w stanie Wisconsin. Po jej ukończeniu podjął studia w wyższej szkole plastycznej.Studiował malarstwo pod opieką malarza i filozofa Garry’ego Rosine’a.
Po otrzymaniu dyplomu magistra sztuki Cardinal Stritch University (Milwaukee) na specjalności malarstwo i po pierwszym pokazie w Charles Allis Art Museum w 1995 r., Balos wyjechał do Chicago, gdzie przez dwa lata uczęszczał do School of Representational Art. W Chicago przyjął obywatelstwo amerykańskie. W tym czasie zerwał z surrealizmem i zainteresował się realizmem figuratywnym. W 1998 roku wystawił swój tryptyk Ostatnia Wieczerza w Ann Nathan Gallery w Chicago. Balos nadal wystawia swoje obrazy w tej galerii.
W 2004 r. Arts Nord Sud zorganizował mu wystawę w Paryżu, a w następnym roku Balos zaczął wystawiać w Holandii, w Utrechcie. W 2005 r. Balos przeniósł się do Mount Shasta, gdzie wystawia swe prace w Red Door Gallery. Jest również nauczycielem rysunku i malarstwa; prowadzi pracownię o nazwie „ArtRoster”.

## Wystawy indywidualne
- 2011 – New Paintings, Red Door Gallery, Mt.Shasta, CA
- 2011 – Paintings, Ann Nathan Gallery, Chicago, IL
- 2006 – Figurative Realism, Utrecht Gallery, Utrecht, Holandia
- 2005 – Travaux Récents, by Arts nord sud at Crédit Municipal de Paris, Espace Griffon, Paris, France
- 2005 – New York, Ann Nathan Gallery, Chicago, IL
- 2003–2004 – New Paintings, Ann Nathan Gallery, Chicago, IL
- 2001 – Parables, Ann Nathan Gallery, Chicago, IL
- 1999 – Martyrs & Sinners, Ann Nathan Gallery, Chicago, IL
- 1996 – Clara Voce Cogito, Chastain Zollinger Gallery, Chicago, IL

## Wystawy grupowe
- 2009 – Genesis, Chalk Gallery, Santa Fe, NM
- 2009 – Alumni Exhibition, Northwestern Mutual Gallery, Milwaukee, WI
- 2009 – Self Portrait Project, Liberty Art Gallery, Yreka, CA
- 2008 – Dreamscape, Loods 6, Amsterdam, Netherlands
- 2008 – WWK Biennale, Pasinger Fabrik, Munich, Germany
- 2008 – Art Chicago, Merchandise Mart, Chicago, IL
- 2008 – Palm Beach3, Palm Beach, FL
- 2007 – The Painters, Lowe Gallery, GA
- 2007 –  Into the Heart of The Southwest, Forbes Galleries New York, NY
- 2007 – All Media, Gallery 180 of The Illinois Institute of Art-Chicago
- 2007 – Palm Beach 3, Palm Beach, California Palm Beach, CA
- 2006 – Realism, Utrecht Gallery, Utrecht, Holandia
- 2006 – Acquisition Exhibition, Gallery 180 of The Illinois Institute of Art-Chicago
- 2006 – Palm Beach 3, Palm Beach, California Palm Beach, CA
- 2006 – Figure, Figure, Utrecht Gallery, Utrecht, Holandia
- 2005 – The Summer Show, Royal Academy of Arts, London, England
- 2005 – Crucifixion, Mito Gallery, Barcelona, Spain
- 2005 – Palm Beach 3, Palm Beach, California Palm Beach, CA
- 2005 – Form and Substance, Agora Gallery, New York, NY
- 2004 – Art Chicago, Navy Pier, Chicago, IL
- 2003 – Art Chicago, Navy Pier, Chicago, IL
- 2003 – Armory, New York, N.Y
- 2002 – Art Chicago, Navy Pier, Chicago, IL
- 2002 – Young Painters, Miami University, Oxford, OH
- 1999 – The Figure Studied : An Examination of the Historical and Contemporary Perspective on the Human Form, Crossman Gallery, University of Wisconsin, WI
- 1999 – The Chicago Art Scene, Belloc Lowndes Gallery, Chicago, IL
- 1998 – Paintings, Ann Nathan Gallery, Chicago, IL
- 1995 – Paintings of Figures, August House Studio, Chicago, IL
- 1995 – Elevations, Layton Gallery, Milwaukee, WI
- 1995 – Paintings, David Barnett Gallery/Rice Building, Milwaukee, WI
- 1995 – Annual Spring Show, League of Milwaukee Artists, The Charles Allis Art Museum, Milwaukee, WI
- 1991 – Annual Juried Show, 234 Gallery, Kenosha, WI